# 飛龍集團
飛龍集團有限公司，簡稱飛龍集團（英語：Fragrance Group Limited，SGX：F31），在1983年由許偉明（董事會主席及首席執行官）創立。
現時業務在新加坡經營房地產，以及酒店行業。旗下環球優質酒店有限公司，則在2012年4月26日分拆至新加坡交易所主板上市。
該總部位於456 Alexandra Rd, #26-01 Fragrance Empire Building, Singapore 119962 。
而股份在2005年2月3日於新加坡交易所主板上市。而招股價為0.3新加坡元，合共發行新股42,000,000股，集資額為12,600,000新加坡元。
另外，2012年4月25日，集團和利華控股有限公司聯手收購，從星狮商产信托旗下位于美芝路的吉坊（KeyPoint），總代價為3亿6000万新加坡元。

## 連結
- FragranceGroup.com.sg （页面存档备份，存于）